# Grewia astropetala
Grewia astropetala är en malvaväxtart som beskrevs av Jean Baptiste Louis Pierre. Grewia astropetala ingår i släktet Grewia och familjen malvaväxter. Inga underarter finns listade i Catalogue of Life.